# Sarābdāl
Sarābdāl (persiska: سرابدال, Sarabdāl, Tāzeh Kand, تازه کند) är en ort i Iran.   Den ligger i provinsen Västazarbaijan, i den nordvästra delen av landet, 600 km nordväst om huvudstaden Teheran. Sarābdāl ligger 1 095 meter över havet och antalet invånare är 371.
Terrängen runt Sarābdāl är kuperad söderut, men norrut är den platt.Runt Sarābdāl är det ganska tätbefolkat, med 75 invånare per kvadratkilometer. Närmaste större samhälle är Khvoy, 4,9 km sydväst om Sarābdāl. Trakten runt Sarābdāl består till största delen av jordbruksmark.